# Dieter Bach (Schauspieler)
Dieter Bach (* 9. Dezember 1963 in Köln) ist ein deutscher Schauspieler und Sänger.

## Leben
Dieter Bach absolvierte von 1986 bis 1988 ein Schauspiel- und Gesangsstudium an der Staatlichen Schauspielschule Saarbrücken. Im Jahr 1996 erhielt er ein Stipendium der Filmförderung Nordrhein-Westfalen. Ebenso arbeitete er einige Jahre als freier Journalist für den WDR in Köln.
Theaterengagements führten ihn über das Renaissance-Theater in Berlin, das Schauspielhaus Wien, das Schauspiel Köln, die Hamburger Kammerspiele und das Theater am Goetheplatz in Bremen an das Staatstheater Kassel, wo er u. a. in Woyzeck und Cabaret spielt und seit der Spielzeit 2011/2012 Ensemblemitglied ist.
Bekannt wurde er durch die Krankenhausserie St. Angela, die im Vorabendprogramm von Das Erste ausgestrahlt wurde, und durch die Telenovela Verliebt in Berlin. Zudem spielte er zahlreiche Episoden- und Nebenrollen in bisher über 40 Film-und-Fernsehproduktionen. Von September 2015 bis Januar 2016 war er als Kardiologe Dr. Frederic Riefflin in der RTL-Serie Gute Zeiten, schlechte Zeiten zu sehen. Seit Juli 2017 (Folge 2729) ist er in der ARD-Telenovela Sturm der Liebe als Christoph Saalfeld zu sehen.
Am 4. Oktober 2019 veröffentlichte Bach seine erste Single Wo sind die Jahre hin.
Dieter Bach lebt in Berlin. Neben seiner Muttersprache Deutsch spricht er auch Englisch, Französisch und Niederländisch.

## Filmografie
- 1990: Tatort – Lauf eines Todes (TV-Reihe)
- 1995: Jede Menge Leben (Fernsehserie, 1 Folge)
- 1996–1997: Alle zusammen – jeder für sich (Fernsehserie)
- 1997: Tod eines Feuerwehrmannes
- 1997–1998: Hinter Gittern – Der Frauenknast (Fernsehserie)
- 1998: Helden und andere Feiglinge
- 1998: First Love – Die große Liebe
- 1998: Die Wache (Fernsehserie)
- 1999: Gefährliche Wahrheit
- 1999: Marienhof (Fernsehserie)
- 1999: Die Rote Meile
- 2000: Zurück auf Los!
- 2000: Für alle Fälle Stefanie (Fernsehserie, 1 Folge)
- 2000: Balko (Fernsehserie, 1 Folge)
- 2000: Die Verwegene – Kämpfe um deinen Traum
- 2000:  Polizeiruf 110 – Bis zur letzten Sekunde (Fernsehreihe)
- 2001: Rubikon (Fernsehserie)
- 2001–2008: In aller Freundschaft (Fernsehserie, 2 Folgen, verschiedene Rollen)
- 2001: Kaufhaus (Fernsehserie)
- 2002–2005: St. Angela (Fernsehserie)
- 2003: Rot und Blau
- 2003: Wilde Engel (Fernsehserie, 1 Folge)
- 2004: Küstenwache (Fernsehserie, 1 Folge)
- 2004: Alarm für Cobra 11 – Einsatz für Team 2 (Fernsehserie, 1 Folge)
- 2004: Dr. Sommerfeld – Neues vom Bülowbogen (Fernsehserie, 3 Folgen)
- 2005: Hallo Robbie! (Fernsehserie, 1 Folge)
- 2006: Elementarteilchen
- 2006: 18:15 ab Ostkreuz
- 2006: Eine Liebe am Gardasee (Fernsehserie, 8 Folgen)
- 2006–2007: Verliebt in Berlin (Fernsehserie)
- 2006: Lindenstraße (Fernsehserie, 2 Folgen)
- 2007: SOKO Leipzig (Fernsehserie, 1 Folge)
- 2007: Der Ruf der Berge – Schatten der Vergangenheit
- 2009: SOKO Wismar (Fernsehserie, 1 Folge)
- 2009: De Tangoman
- 2009: Das Mädchen und der kleine Junge
- 2010: Unser Charly (Fernsehserie, 1 Folge)
- 2010: Inga Lindström: Prinzessin des Herzens
- 2010: Doc Love
- 2011: Twin Komplex
- 2014: Trabanten
- 2015–2016: Gute Zeiten, schlechte Zeiten (Fernsehserie)
- 2017: Country Girls (Fernsehserie)
- seit 2017: Sturm der Liebe (Fernsehserie)
- 2018: Mona
- 2022: Das Privileg
- 2022: Der Kaiser
- 2024: Hubert ohne Staller (Fernsehserie, 1 Folge)

## Diskografie
- Wo sind die Jahre hin, Single 2019